# Dreptunghi de aur
Dreptunghiul de aur este un dreptunghi ale cărui proporții sunt bazate pe secțiunea de aur.

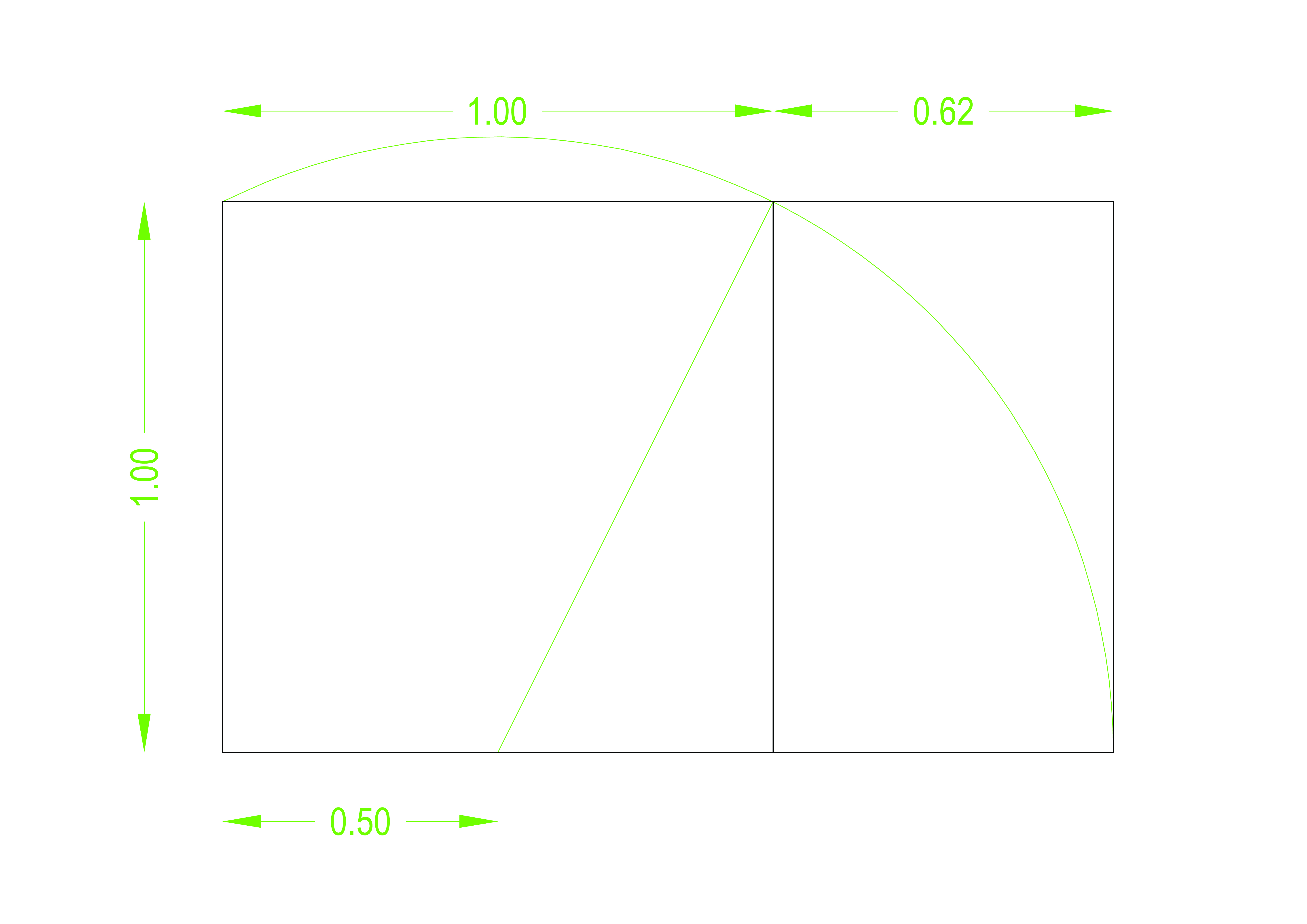
Dreptunghiul de aur - construcţie grafică